# 長野県望月高等学校
長野県望月高等学校（ながのけん もちづきこうとうがっこう）とは、長野県佐久市望月存在した公立高等学校。2021年3月をもって廃校になった。
文化祭は「ひばりが丘祭」と称し、その名称は校章に由来する。

## 沿革
- 1926年4月 - 長野県望月実科高等女学校として開校。
- 1931年4月 - 長野県望月高等女学校に改称。
- 1942年 - 組合立長野県望月中学校が開校。
- 1948年4月 - 学制改革により、長野県望月高等女学校が長野県望月高等学校に、長野県望月中学校が長野県川西高等学校となる。
- 1949年4月 - 長野県望月高等学校と長野県川西高等学校を統合し、長野県に移管。長野県望月高等学校となる。
- 2004年4月 - コース制（進学コース、体育コース、ビジネスコース、福祉コース）を導入。
- 2006年9月15日 - 長野県蓼科高等学校との統合案を県議会が否決。
- 2018年8月23日 - 県教委が望月高校の新入生募集を2018年をもって停止し、長野西高校の通信制課程望月サテライト校を2020年度に設置することを発表 [1]。
- 2020年 - 長野西高校通信制望月サテライト校開校。2020年度は校舎を共用する。
- 2021年3月31日 - 望月高校廃校。

## 教育目標
- 「豊かな人間性を養う」
- 知・徳・体　それぞれの伸張をはかるとともに、調和のとれた発達を期する。

## 校章
- 飛翔するひばりの中に高の文字。

## 校歌・応援歌
- 校歌（作詞：藤村作 作曲：信時潔）

## 交通アクセス
- JR岩村田駅もしくは佐久平駅より千曲バス中仙道線
- しなの鉄道線田中駅より東信観光バス久保通線（土休日運休）